# Binos (Haute-Garonne)
Binos ist eine französische Gemeinde mit 42 Einwohnern (Stand 1. Januar 2022) im Département Haute-Garonne in der Region Okzitanien (zuvor Midi-Pyrénées). Die Einwohner werden als Binosois bezeichnet.

## Geographie
Umgeben wird Binos von den vier Nachbargemeinden: 
| Esbareich | Signac                                      |        |
| Sost      | Kompassrose, die auf Nachbargemeinden zeigt | Signac |
|           | Bachos                                      | Bachos |

## Bevölkerungsentwicklung
| Jahr                      | 1962 | 1968 | 1975 | 1982 | 1990 | 1999 | 2007 | 2012 | 2016 | 2019 |
| ------------------------- | ---- | ---- | ---- | ---- | ---- | ---- | ---- | ---- | ---- | ---- |
| Einwohner                 | 32   | 35   | 28   | 26   | 22   | 18   | 30   | 42   | 43   | 45   |
| Quelle: Cassini und INSEE |      |      |      |      |      |      |      |      |      |      |

## Sehenswürdigkeiten

Kirche St-Laurent

- Kirche St-Laurent